# Demonax javanicus
Demonax javanicus là một loài bọ cánh cứng trong họ Cerambycidae.